# ザ・サイレンス 闇のハンター
『ザ・サイレンス 闇のハンター』（ザ・サイレンス やみのハンター、原題：The Silence）は、アメリカ合衆国とドイツ共同制作のホラー映画。ティム・レボン原作の同名ホラー小説の映画化。監督はジョン・R・レオネッティ、主演はスタンリー・トゥッチ、キーナン・シプカらが務めている。
一部の国では劇場公開され、多くの国では2019年4月10日にNetflixで配信された。

## あらすじ
序盤
ペンシルバニアの未開の洞窟を、探検隊が調査に訪れる。そこにはコウモリに似た肉食生物の大群が生息しており、探検隊によって外界に解き放たれてしまう。
ベスプと名付けられたその生物は視覚を持たず、人間の存在を音で感知して襲撃する。ベスプは繁殖しながらあっという間に生息域を拡大し、生き残った人間は北へと避難を試みる。
3年前に事故で聴力を失った女子高生アリーは、手話の使える家族と共に暮らしていたが、べスプから逃れるべく両親・祖母・叔父・弟・愛犬と一緒に街を脱出し北へ向かうため、自動車に乗り込む。
中盤
しかし、叔父が自動車事故を起こして、車から出られなくなり、家族たちを救うため銃を撃ってベスプをおびき寄せて犠牲になる。また、愛犬が鳴いてべスプを呼んでしまうため、やむなく犬を車の外に出さざるを得なくなる。
一行は徒歩で北へと向かうが、祖母が歩けなくなった所で、森の中にある一軒家を見つける。そこには老婆がいて「私有地に入るな」と銃で脅して叫んできたが、ベスプに襲いかかられて亡くなってしまう。
アリー達はその一軒家に入ろうとするが、蛇によって邪魔されベスプに襲われ、妻が足に大けがを負ってしまう。
父親とアリーは妻の怪我を治すため、病院に抗生物質や薬を取りに行く。だが、そこはベスプによって荒らされており、多くの人々が犠牲になっていた。さらに、ベスプはその犠牲者に無数の卵を産み付けていた。抗生物質を取ったアリー達は、火災報知器に火をつけて病院から脱出することに成功する。
終盤
ある日、アリ―達の住んでいる家に、「狂信的な宗教集団」のグループが訪問してきて、アリ―を差し出すよう要求してくるが、父が銃で脅して追い返す。
その晩、少女が尋ねてきて、彼女の持っていたスマホや、アリ―達のスマホが一斉に鳴りだし、ベスプたちが家に入ってくる。その騒ぎに乗じて、宗教集団たちはアリ―を誘拐しようとする。アリ―を取り戻すべく、追いかけていった祖母は、男たちにしがみ付き大声を出して、ベスプたちを呼び寄せて犠牲になる。
エピローグ
ベスプは瞬く間に繁殖していき、世界の人類にとって脅威となっていた。そんな中、アーチェリーの弓でベスプを倒すアリーたち姉弟は、逞しく生き抜いている所が描かれたところで、物語は終わりを告げる。

## キャスト
| 役名                     | 俳優                           | 日本語吹替                                   |
| ------------------------ | ------------------------------ | -------------------------------------------- |
| ヒュー・アンドリュース   | スタンリー・トゥッチ           | 宮内敦士                                     |
| アリー・アンドリュース   | キーナン・シプカ               | 松本沙羅                                     |
| ケリー・アンドリュース   | ミランダ・オットー             | 山像かおり                                   |
| グレン                   | ジョン・コーベット             | 加藤亮夫                                     |
| リン                     | ケイト・トロッター             | 久保田民絵                                   |
| ジュード・アンドリュース | カイル・ハリソン・ブライトコフ | 書上春菜                                     |
| ロブ                     | デンプシー・ブリク             |                                              |
| 牧師                     | ビリー・マクレラン             |                                              |
| その他                   | N/A                            | 室元気 佐久間元輝 赤坂柾之 夏谷美希 左座翔丸 |
| 日本語版制作スタッフ     |                                |                                              |
| 演出                     | 演出                           | 高桑一                                       |
| 翻訳                     | 翻訳                           | 大嶋えいじ                                   |
| 録音・調整               | 録音・調整                     | 齋藤拓哉                                     |
| 制作                     | 制作                           | ポニーキャニオンエンタープライズ             |

## スタッフ
- 監督：ジョン・R・レオネッティ
- 製作：アレクサンドラ・ミルチャン、スコット・ランバート、ロバート・クルツァー
- 製作総指揮：マルティン・モスコヴィッツ
- 原作：ティム・レボン
- 脚本：ケアリー・ヴァン・ダイク、シェーン・ヴァン・ダイク
- 撮影：マイケル・ガルブレイス
- プロダクションデザイン：ボブ・ジームビッキー
- 衣装デザイン：リア・カールソン
- 編集：ミシェル・コンロイ
- 音楽：トムアンドアンディ